# Флорина (1957 – 1958)
„Флорина“ (на гръцки: «Φλώρινα», в превод Лерин) е гръцки вестник, издаван в град Лерин (Флорина), Гърция.

## История
Вестникът започва да излиза в 1957 година. Негов издател е критянинът Евангелос Алодианакис. По-късно в 1958 година се трансформира в нов вестник - ежедневник, със заглавие „Македоника Неа“.